# Elisa Medina
Elisa Benítez de Medina (Bovril, Entre Ríos; 1921 - Rosario, Santa Fe; 1 de mayo de 2009) fue una activista por los derechos humanos, madre de la plaza 25 de Mayo de Rosario.

Elisa es la madre de Oscar Alberto Medina, secuestrado-desaparecido de su domicilio en Villa Gobernador Gálvez, a los 24 años.

## Vida
Elisa Bénitez estaba casada con Pedro Medina, y fue madre de 11 hijos, aunque 2 de ellos murieron siendo niños pequeños. La familia vivía en Santa Elena, Provincia de Entre Ríos. Desde los primeros años de la década de 1960, los hermanos mayores comenzaron a instalarse en la zona de Rosario, en búsqueda de mejores oportunidades laborales. Posteriormente Elisa se instaló en Villa Gobernador Gálvez con varios de sus hijos, entre ellos Oscar
Cuando llegó a la mayoría de edad, Oscar Medina se afilió al Partido Demócrata Progresista e ingresó a trabajar en la metalúrgica Filippini. En 1974 fue elegido representante sindical por sus compañeros.

## Antecedentes
En su carácter de representante de los trabajadores, Oscar Medina encabezó una medida de fuerza en la fábrica donde trabajaba. Luego de resuelto el conflicto, fue detenido y encarcelado sobre la base de pruebas falsas, acusado de portación ilegal de armas y otros delitos. Dado que en ese momento Oscar estaba afiliado al Partido Demócrata Progresista, la familia trató de obtener, sin éxito, la colaboración de Alberto Natale, importante referente de ese partido.
Oscar recuperó su libertad en mayo de 1975 y se incorporó al Partido Revolucionario de los Trabajadores.

## Desaparición de Oscar Alberto Medina
Oscar Alberto Medina había nacido en Santa Elena, provincia de Entre Ríos, el 25 de noviembre de 1952. Fue secuestrado de su domicilio en Villa Gobernador Gálvez el 20 de octubre de 1976. Al momento de su detención ilegal, tenía 23 años de edad. Continúa desaparecido.

## Búsqueda incansable
A partir del momento de su secuestro Elisa comienza una intensa búsqueda, recorriendo incansablemente las cárceles, tratando de encontrar algún dato, rastro o posibilidad de dar con el paradero de su hijo.
Al momento de su muerte, la causa Guerrieri, donde se juzgó por primera vez a represores de la zona, aún no había iniciado su tramitación. Esta causa es conocida con el nombre popular de Guerrieri I; el 15 de abril de 2010 el Tribunal Oral en lo Criminal Federal N° 1 de Rosario, dio a conocer la sentencia: fue el primer fallo por delitos de lesa humanidad en Rosario, posteriormente confirmado en septiembre de 2014.

## Homenajes
- En octubre del 2009, el Concejo Municipal de Rosario le rindió un homenaje post mortem a Elisa y la declaró "Luchadora por los Derechos Humanos Distinguida.[6][7]
- En mayo de 2014, los concejales de Villa Gobernador Gálvez distinguieron a Elisa Medina como “ciudadana distinguida post mortem” y a Yolanda Medina (hermana de Oscar) como "ciudadana distinguida" por su lucha de casi 40 años en la búsqueda de Oscar.[3]
- En diciembre de 2014, se colocó una baldosa alusiva a Oscar Medina, en la esquina de las calles Mitre y Oppici de Villa Gobernador Gálvez.[3]
- El 1 de mayo de 2015 los familiares junto a diferentes agrupaciones e instituciones de Villa Gobernador Gálvez se reunieron en la Plaza de la Memoria donde plantaron un árbol, en homenaje a Elisa y en reconocimiento a su lucha cotidiana por los derechos humanos.[8]